# Vulturești (Suceava)
Vulturești es una comuna ubicada en el distrito de Suceava, Rumania.

## Superficie
Posee una superficie de 51,44 kilómetros cuadrados.

## Demografía
Hasta 2021 la población era de 3408 habitantes, con una densidad de población de 66,25 habitantes por kilómetro cuadrado.